# Анастасий (молдовски митрополит)
Анастасий, със светско име Илия Кримка, е митрополит на Молдова (1608 – 1617; 1619 – 1629), калиграф, миниатюрист и поет.

## Биография
Син на сучавския търговец Йона Кримка, той е с кръстно име Илия. Първото писмено споменаване за него се отнася за февруари 1587 г., когато молдовският владетел Петър VI Куция подарява пустошта Унгураши на «дяк Илия». По-късно той приема монашески обет (вероятно в манастира Путна) с името Анастасий и от 1599 г. е свещеник в Сучава.
През юни 1600 г. Анастасий е избран за епископ на Радовец (Ръдъуц), но още през септември е освободен от катедрата си. След това Анастасий се установява в имението си Драгомир(ещи) край Сучава. В имението си основава манастира Драгомирна. През 1602 г. той построява в него църква посветена на светиите Енох, Илия и Йоан Богослов, а през периода 1602 – 1605 г. завършва строителството на голям храм осветен и посветен на явяването на Светия дух на деня на Света Троица (Петдесетница).
Анастасий два пъти заема престола на молдовски митрополит (от 1608 до 1617 г. и от 1619 г. до смъртта си). Като примас на молдовската църква, той отделя най-вече внимание на изграждането на манастири и благотворителност, построявайки през 1619 г. за своя сметка в Сучава първата болница в Молдова. На два пъти пътува до Жечпосполита като мисионер и пратеник на владетелите на Молдова. Умира през 1629 г. и е погребан в католикона на основания от него манастир Драгомирна.
Драгомирна, основана от Анастасий, се превръща в молдовски културен и всеславянски център. В манастира са организирани зографска и калиграфска школи. Запазени са над 25 ръкописа, създадени в Драгомирна от Анастасий и неговите ученици. При създаването на ръкописи са използвани стари миниатюри (с изключение на ктиторските) и орнаменти от старобългарски образци, по-специално за Елисаветградското евангелие са използвани миниатюрите от Четвероевангелието на цар Иван Александър от 1356 г.